# Pitfall (Band)
Pitfall war eine deutsche Metalcore-Band, die 2002 in Heinsberg gegründet wurde.

## Bandgeschichte
Pitfall gründete sich im Jahre 2002 in Heinsberg. Die Band spielte zunächst als Quartett in örtlichen Clubs und Locations und erspielte sich so Bekanntheit in ihrem Heimatkreis. Im selben Jahr veröffentlichte sie ihr selbstbetiteltes und selbstproduziertes Debüt-Album.
Die Band wurde in die Familie des örtlichen Musiklabels Unpopular Disclose Records aufgenommen und erhielt so die Möglichkeit zu weiteren Auftritten und einen Titel auf der ersten Compilation des Labels.
2003 wurde die Besetzung um Sebastian Kötz an der Gitarre ergänzt, was den Sound erweiterte und auch das Genre der Band festigte. In dieser Konstellation wurde dann 2004 die erste Studio-CD aufgenommen und Ende des Jahres unter dem Titel Our Love For Oppression als EP veröffentlicht. Zum Song Masquerade Of Hate wurde auch ein Videoclip gedreht, der auf diversen TV-Sendern gezeigt wurde und auf der DVD-Compilation Pro Punkrocker #4 vertreten ist. Die Band spielte anschließend bei diversen (auch überregionalen) Konzerten mit anderen Genre-Größen wie Boysetsfire, Maroon, Killswitch Engage.
Anfang 2006 gingen Pitfall wieder ins Studio, um ihr erstes Studioalbum The Great Sacrifice aufzunehmen, welches am 15. Juli 2006 erschienen ist. Ein weiteres Video ist bereits in Planung.
Aufgrund von Unstimmigkeiten innerhalb der Band entschied man nach den Aufnahmen in gegenseitigem Einverständnis, sich von Bassist Andreas (Bob) zu trennen. Als Ersatz holte man sich Sebastians Bruder Merlin Kötz ins Boot, der nun seit März/April den Bass bedient.
Seit Sommer 2007 wurde es um Pitfall sehr ruhig, da den Bandmitgliedern viele Veränderungen im privaten Bereich ins Haus standen. Als Konsequenz daraus ergab sich, dass Sebastian Pitfall verließ, um sich auf seine Arbeit und den Abschluss seines Studiums zu konzentrieren. Ersatz war mit Matthias Fischer gefunden, der seit Ende September den Platz von Sebastian einnimmt.

## Aktuell
Nach oben genannten Besetzungswechseln bestieg die Band am 20. Oktober 2007 als Vorgruppe für Heaven Shall Burn wieder die Bühne und war wieder aktiv.
Am 9. April 2009 verkündete Johannes via Myspace das Ende der Band.

## Diskografie
- 2002: Pitfall (Debüt, Eigenproduktion)
- 2002: Welcome To The Loonybin (UDR-Compilation)
- 2004: Our Love For Oppression
- 2005: Pro Punkrocker Vol. 4 (DVD)
- 2006: The Great Sacrifice